# شادباغی (سرآب)
شاهباغی یا شادباغی یکی از روستاهای استان آذربایجان شرقی است که در دهستان اردلان بخش مهربان شهرستان سرآب واقع شده‌است.